# Національний архів і бібліотека Болівії
Національний архів і бібліотека Болівії (ABNB) (ісп. Archivo y Biblioteca Nacionales de Bolivia) — національна організація під егідою Культурного фонду Центрального банку Болівії (Fundación Cultural Banco Central de Bolivia), яка підтримує історичну та бібліографічну документацію Болівії від колоніального періоду до сучасності. Розташована в місті Сукре.

## Структура
Установа складається з Національної бібліотеки Болівії та Національного архіву Болівії, які об'єдналися в 1935 році, щоб утворити Національне сховище під егідою Міністерства освіти та культури Болівії. З 1986 року установа перебуває під контролем Центрального банку Болівії, а в 1995 році, згідно із законом Республіки, його управління було доручено Культурному фонду Центрального банку Болівії.

## Національна бібліотека Болівії
У липні 1825 року Андрес де Санта-Крус запропонував Антоніо Хосе де Сукре заснувати публічну бібліотеку в Чукісаці. 23 липня 1825 року була створена Публічна бібліотека Чукісаки, і маршал Аякучо призначив Агустіна Фернандеса де Кордову першим директором і бібліотекарем бібліотеки Чукісаки разом із трьома іншими чиновниками. Наступні уряди заохочували існування та діяльність бібліотек, зокрема Національної бібліотеки Болівії. У 1844 р. так званий «Ereccional» декрет зобов'язав бібліотеку передплачувати літературні, політичні, промислові та комерційні періодичні видання, складати збірники всіх офіційних газет республіки та офіційних видань.

## Національний архів Болівії
Під час правління Нарсисо Каберо законом Республіки, який набув чинності 10 жовтня, було засновано Генеральний архів нації та королівську аудиторію Чаркаса «Archivo General de la Nación el de la antigua Audiencia de Charcas» 18, 1883 Через кілька місяців, 28 листопада 1898 року, президент Северо Фернандес оприлюднив закон, який підтверджував попередній закон і називав новостворений заклад «Archivo General de la Nación» (Загальний архів нації).

## Габріель Рене Морено
Габріель Рене Морено допоміг зібрати та передати фонди до Національної бібліотеки Болівії, які були розпорошені по різних сховищах, а також зробив чималий внесок у створення Національного архіву Болівії. З 1874 року він зібрав велику кількість історичних документів із колишньої королівської аудиторії Чаркаса, на основі яких створив колекцію з понад 3000 творів під назвою «Болівійська бібліотека», яка пізніше була передана в дар Національному архіву та бібліотеці Болівії.

## Гуннар Мендоса
Гуннар Мендоса організував Національний архів Болівії та був директором Національного архіву та бібліотеки протягом 50 років, з 1944 по 1994 рік.